# Sam u kući 2: Izgubljen u New Yorku
Sam u kući 2: Izgubljen u New Yorku (eng. Home Alone 2: Lost in New York), američka božićna komedija iz 1992. i drugi nastavak iz istoimene franšize.

## Radnja
Godinu dana nakon događaja iz prvog filma, obitelj McCallister ponovno se priprema za božićno putovanje u Miami, ali Kevinu se to ne sviđa zbog tropske klime i nedostatka božićnog drvca. Tijekom školske božićne priredbe, Buzz ponizi Kevina, koji mu uzvrati i pritom uništi priredbu. Buzz laže obitelji da mu je žao, a Kevin prozre njegove namjere i biva kažnjen. Obitelj ponovno zaspe jer je Peter ranije isključio budilicu, ali ovog puta ne zaboravi Kevina. Međutim, Kevin na trenutak zastane u zračnoj luci i uđe u krivi zrakoplov slijedeći čovjeka koji jako nalikuje Peteru.
Po dolasku u New York, Kevin odluči obići grad, ali se preplaši vidjevši ženu koja hrani golubove usred Središnjeg parka. Pomoću očeve kreditne kartice uzima sobu u Plaza Hotelu do koje ga uputi Donald Trump. Taksijem odlazi u Duncanovu škrinju igračaka, gdje otkriva da će trgovina sav prihod donirati dječjoj bolnici. Saznavši to, Kevin odluči donirati svoj novac za siročad, a g. Duncan mu u znak zahvalnosti pokloni keramičke grlice kao znak vječnog prijateljstva. Hotelski činovnik otkriva istinu o Kevinu i pokuša ga zarobiti, ali Kevin bježi iz hotela. Međutim, ulijeće u šape svojih bivših neprijatelja, Harryja i Marva, koji su nedavno pobjegli iz zatvora.
Bježući od neprijatelja, Kevin odlazi u kuću ujaka Roba i otkriva da se renovira, dok su Rob i strina Georgette na odmoru u Parizu. U isto vrijeme policija otkriva da je Kevin bio u Plaza Hotelu i dojavljuje podatak Peteru i Kate, koji odlaze u New York. Kevin ponovno susreće gospođu koja hrani golubove te se sprijatelji s njom. Gospođa otkriva da se povukla otkako ju je suprug napustio, ali Kevin je ohrabri da ponovno počne vjerovati ljudima. Gospođa zauzvrat potakne Kevina da učini dobro djelo, pa se on odluči suprotstaviti Harryju i Marvu te spasiti Duncanovu trgovinu. 
Dok Harry i Marv kradu novac iz Duncanova dućana, fotografira ih Kevin i razbija staklo trgovine ciglom, nakon čega se upali alarm. Kevin uspijeva namamiti kriminalce u Robovu kuću gdje ih uspijeva onesposobiti. Uspijeva pobjeći i prijaviti ih policiji, ali oni ga otmu i odvedu u Središnji park, gdje ga spašava gospođa koja baci ptičju hranu na kriminalce. Kevin uspijeva upaliti vatromet, nakon čega dolazi policija i privodi Harryja i Marva. Kate i Peter dolaze u New York i konfrontiraju hotelske činovnike. Odlučna Kate odlazi tražiti Kevina i nalazi ga pokraj božićnog drvca. Kevin se ujedinjuje s obitelji i poklanja grlicu gospođi s golubovima, učvršćujući njihovo prijateljstvo. Film završava s Peterom koji se ljuti na Kevina jer je potrošio $967 na poslugu.

## Uloge
| - Macaulay Culkin kao Kevin McCallister - Joe Pesci kao Harry Lyme - Daniel Stern kao Marv Merchants - Brenda Fricker kao gospođa s golubovima - Catherine O'Hara kao Kate McCallister - John Heard kao Peter McCallister - Eddie Bracken kao gospodin Duncan - Devin Ratray kao Buzz McCallister | - Hillary Wolf kao Megan McCallister - Maureen Shay kao Linnie McCallister - Gerry Bamman kao Frank McCallister - Terrie Snell kao Leslie McCallister - Jedidiah Cohen kao Rod McCallister - Kieran Culkin kao Fuller McCallister - Fred Krause kao Cliff - Donald Trump kao Donald Trump |

## Zanimljivosti
- U filmu se pojavljuje Donald Trump, američki poduzetnik i državnik, budući 45. predsjednik SAD-a.